# Japánok
A japánok (日本人, nihondzsin, jelentése „japán emberek”) nagyrészt a Japán-szigeteken élő nép. Lélekszámuk a világban kb. 130 millió, közülük Japánban kb. 127 millióan laknak. A japánok az ország népességének 98,5%-át teszik ki. Nyelvük a japán, de egyes területeken beszélik a rjúkjúi és az ainu nyelvet is.

## A japán nép elnevezései más nyelveken
Angol: Japanese, bosnyák: japanci, cseh, szlovák:: japonci, finn: japanilaiset, francia: japonaise, holland: japanners, horvát: japanci, lengyel: japończycy, német: Japaner, olasz: giapponesi, spanyol: japonés, portugál: japoneses román: japonezi, orosz: японцы, svéd: japaner, török: japonlar.

## Nyelv
A japán nyelv a japán nyelvek csoportjába tartozik, amelyet a múltban izolált nyelvként tartottak számon. A japán nyelvnek három írásrendszere van: a hiragana, a katakana és a kandzsi. Az írni-olvasni tudók száma Japánban meghaladja a 99%-ot.

## Vallás
A japán vallás természetét tekintve hagyományosan szinkretikus volt. A buddhizmus és a sintó elemeit keveri. A japánok többsége (84-96%) mind a két vallás követője.

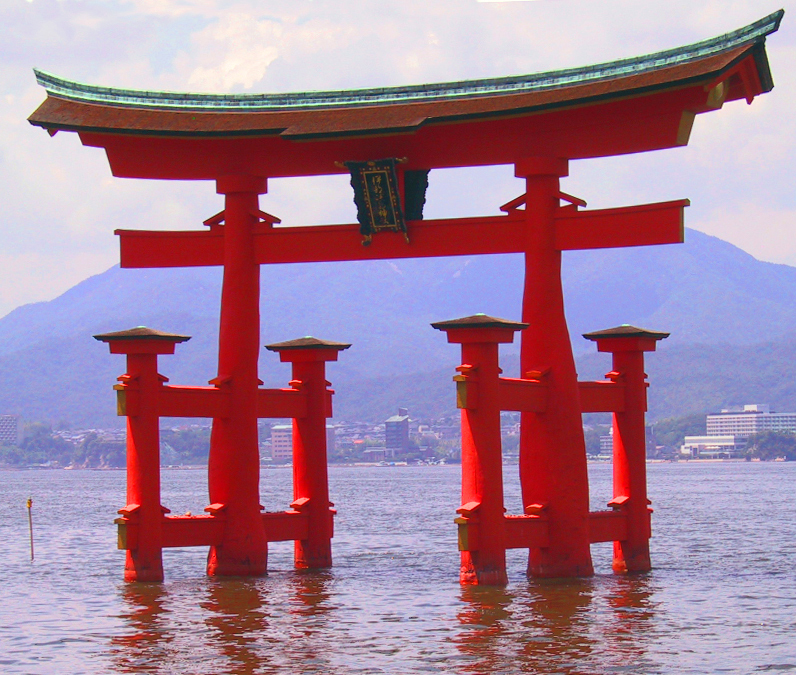
Torii kapu

### Sintó
Más néven az „istenek útja” (神道 – しんとう, azaz sintó). Japán eredeti, politeista vallása, amelynek nincsen vallásos kánonja.
A japán császári család hagyományos vallása volt, a vallás felvételével nyertek jogot a hatalom birtoklására. A sintót 1868-ban kodifikálták mint állami vallást, de az amerikai megszállás alatt 1945-ben megszűnt ez a rendelet.
Az isteneket kaminak (神) nevezik, akikről úgy gondolják, hogy a természeti jelenségekben valósulnak meg, mint például a vízesésben, a hegyekben, a folyókban. A vallás hiedelmei alapján tulajdonképpen bármiből és bárkiből válhat istenség, amennyiben az isteni lélek vagy tama beleszáll. A sintó vallás rituális szokásai során úgy tartják, hogy a kamik különböző szent tárgyakban élnek, mint például sziklában, fában, hasonlóan az előbb említett természeti jelenségekhez. Nagyon gyakori egyes ünnepek alkalmával, hogy az istenek számára az emberek ételt készítenek, és ajánlanak fel – leggyakoribbak közé tartozik a rizs, víz, só, rizspálinka (お酒, azaz oszake). A vallásos ünnepeket, fesztiválokat macurinak (祭) nevezik. Például a Kiotóban tartandó Aoi Macuri (葵祭) kifejezetten a víz és vihar istenség számára tartott hálaadó ünnepség.
A megtisztulásnak kulcsfontosságú szerepe van a sintóban – például szentélyekben a papok rendszeresen imádkoznak, amely a megtisztulás jegyében történik, továbbá mielőtt a hívők belépnek a szentélybe meg kell mosniuk a szájukat és a kezüket.

A sintó vallás világhírű szimbóluma az ún. Torii, amely egy kaput szimbolizál. Úgy hiszik, hogy ezen a kapun átkelve egy olyan helyre léphetünk be, ahol a kamik, vagy istenségek élnek. Ezen kívül más helyszíneken rizsszalmából készült kötelet kötnek a fa törzse köré, ezzel jelölve a hely szentségét. 

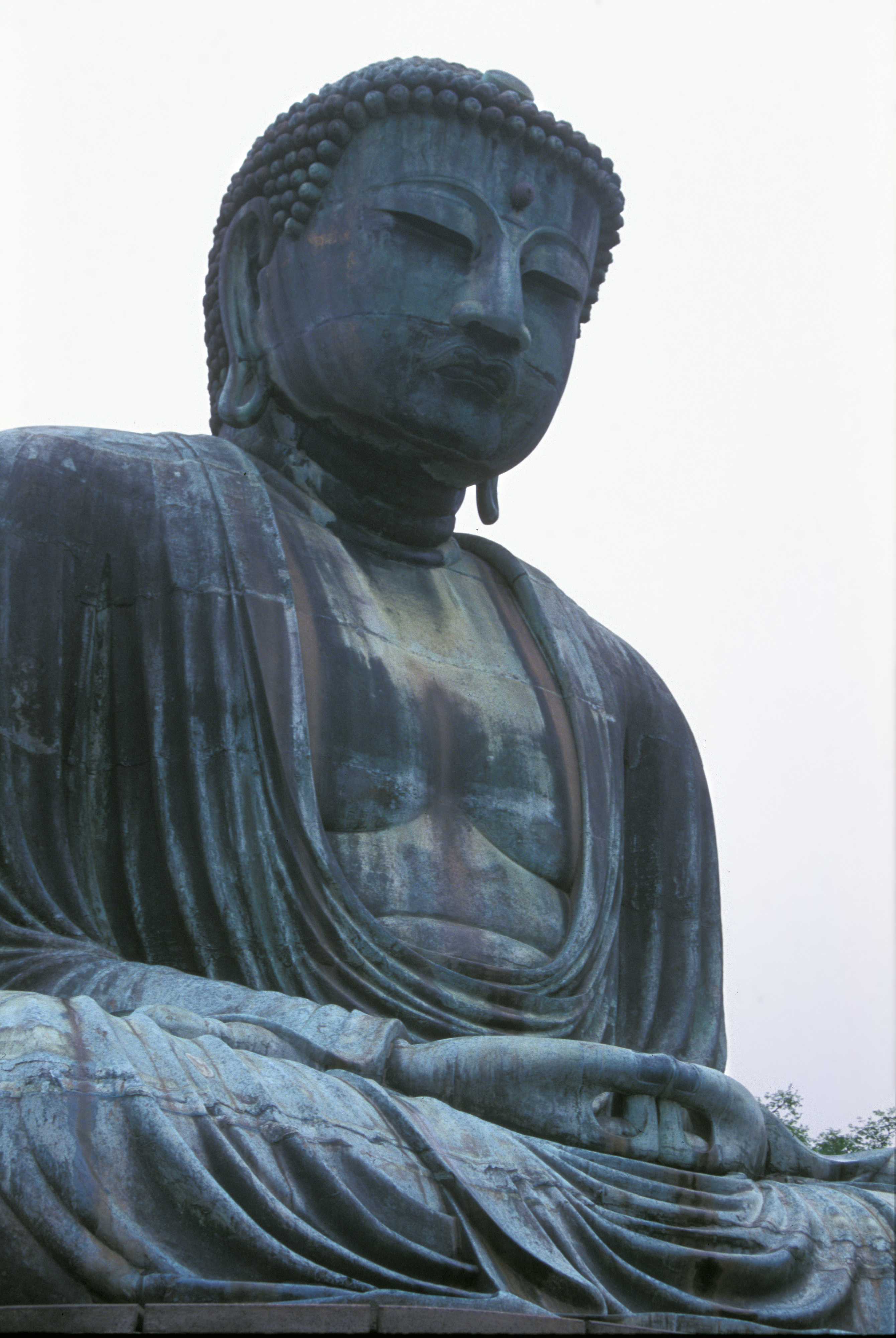
A kamakurai Buddha (Amitábha)

### Buddhizmus
Az eredeti buddhizmus feltehetőleg Indiából származik és alapítója Gautama Sziddhártha. Őt az a kérdés foglalkoztatta: „hogyan lehetne megszüntetni az emberiséget a szenvedéstől?”. Megvilágosodása után arra szentelte életét, hogy a „Négy Nemes Igazság”-nak nevezett alapelvet tanítsa a hívei számára.
Japánba a buddhizmus a 6. század közepén érkezett, amikor a japán császár Koreából kapott Buddhát ábrázoló szobrokat és szútrák másolatait ajándékként. Eleinte a sintó és a buddhizmus egységesnek mondható volt, majd később váltak külön vallássá. Japánban a buddhizmus korai időszakában két irányzatról beszélhetünk: a théravádákról és a mahajámákról. A mahajáma buddhizmusból kialakult két fő irányzat mára a Tiszta Föld buddhizmus, és a Zen buddhizmus.
Japánban ugyan a hívők többsége mind a két vallásban (sintó és buddhizmus) hisz, a temetkezési szertartások többsége (90%) mégis a buddhizmus elvei alapján történik.

### Kereszténység
A kereszténység japánban csak a kisebb régiókban maradt fent többek között azért, mert a kizárólagosság problematikus számukra. A lakosság mindössze 2%-a (kb. 2,5 millióan) keresztény. Több japán Brazíliában gyakorolja a kereszténységet, ahol a legnagyobb a japán lakosság Japánon kívül. A Brazíliában élő japán lakosság kb. 60%-a római katolikus és 37%-uk keresztény (33%-uk protestáns és 4%-uk katolikus).

### 2009-es felmérések eredményei
Az Agency for Cultural Affairs of the Ministry of Education, Culture, Sports, Science and Technology (MEXT) 2009-es felmérése szerint a japán hívők száma a következőképp alakult:
- Sintó hívők száma: 106.498.381 fő
- Buddhista hívők száma: 89.647.535 fő
- Keresztény hívők száma: 2.121.956 fő
- Más vallás hívőinek száma: 9.010.048 fő.[18]

## Művészet

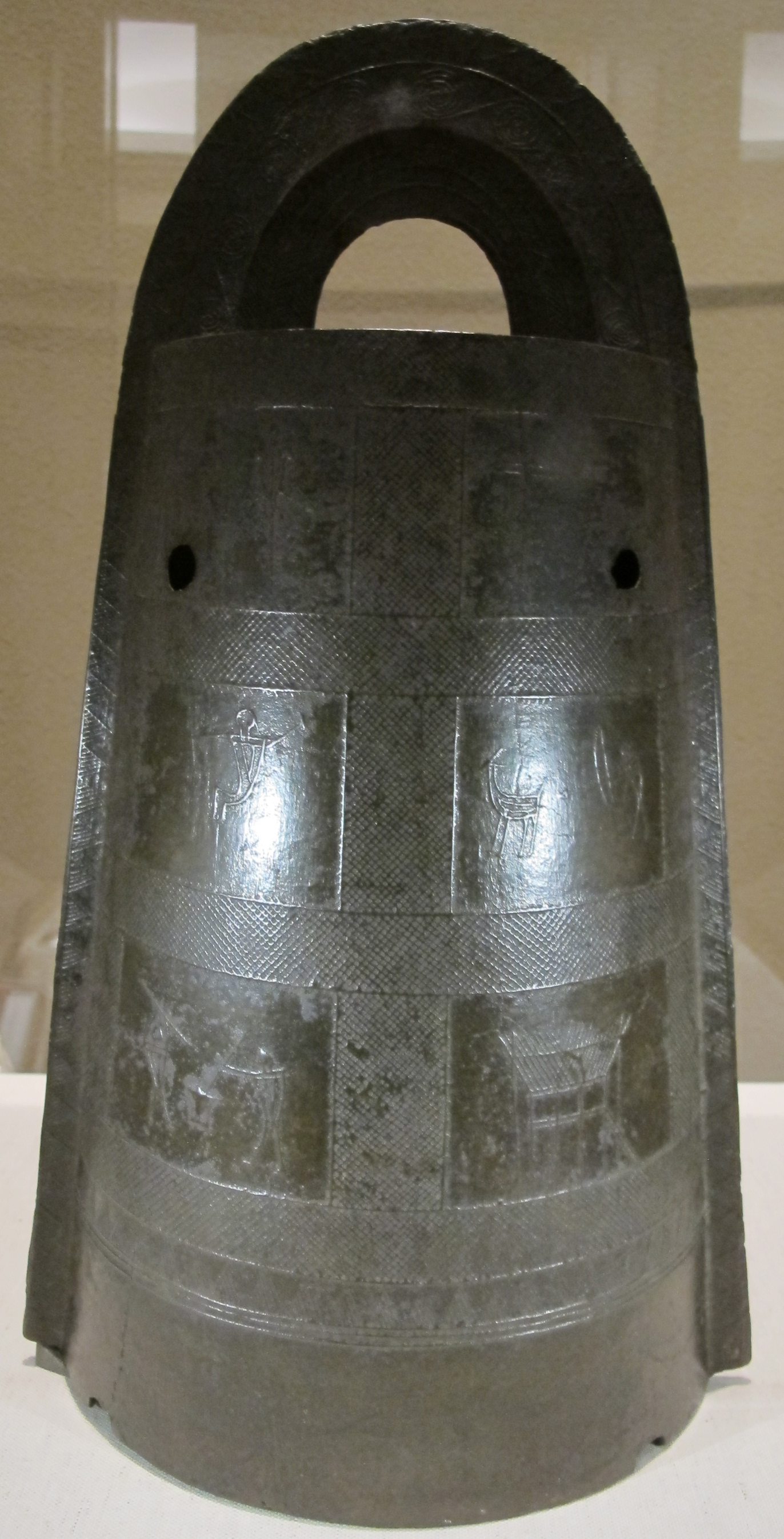
Dótaku

##### Dzsómon-kortól Kofun-korig (i. e. 10000 – i. sz. 7. század)

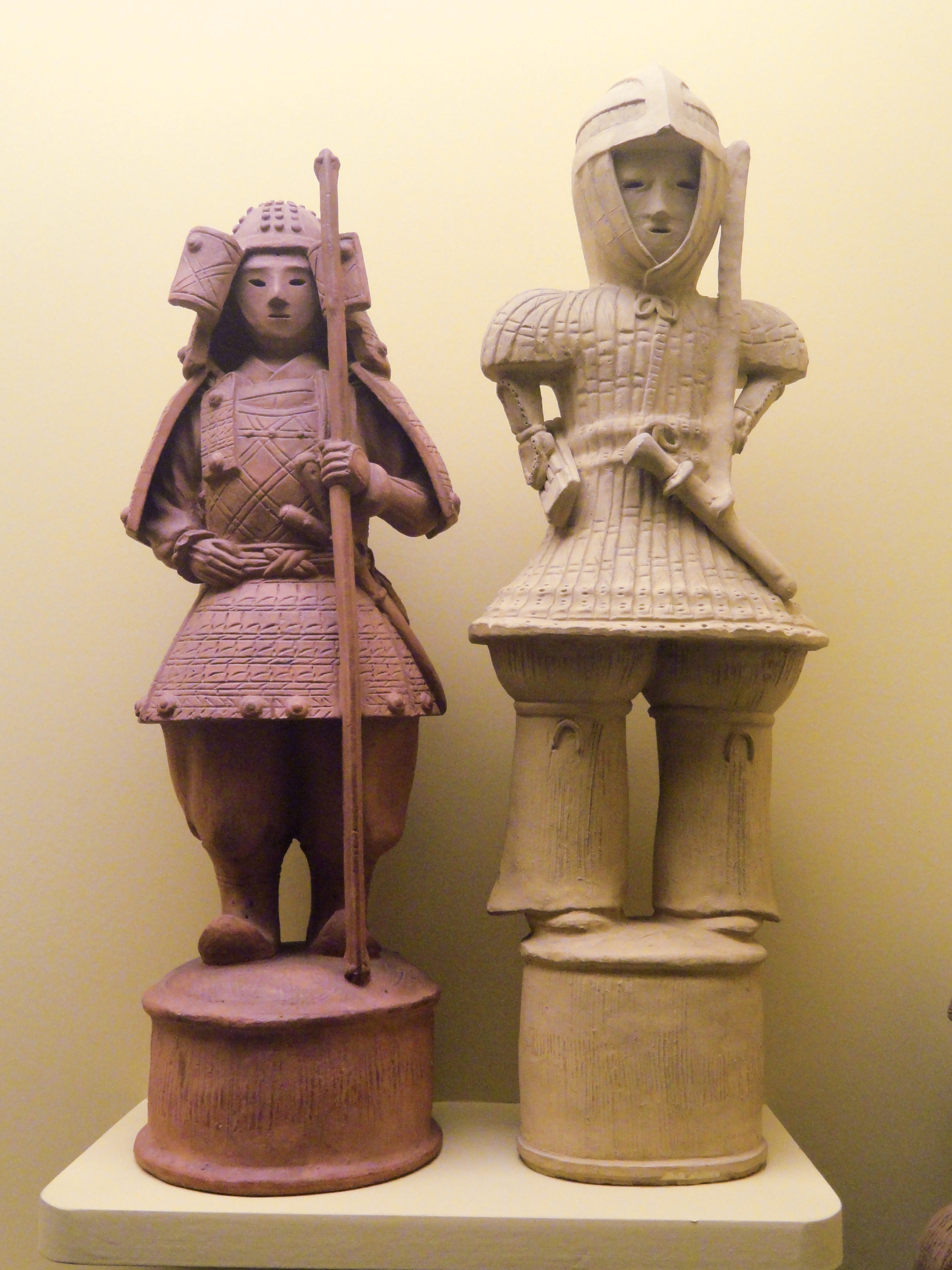
Hanivák

A japán művészet időszámításunk előttre nyúlik vissza. A Dzsómon-kor fazekasságára jellemző volt a bonyolult díszítés. A Jajoi-korra pedig a tükrök, lándzsák, dárdák, és kultikus tárgyak, például harangok (dótaku) készítése. A Jajoi-korban és a Kofun-korban egyedi sírhelyek kialakítása, illetve a sírok mellett talált úgynevezett hanivák és a sírokban fellelhető falfestmények kiemelkedő fontosságúak.

##### Nara-kor (i. sz. 710-794)
A Nara-kor elején a festmények, a kalligráfia és a szobrászat erős fejlődésnek indult a kínai konfuciánus és buddhizmus befolyása alatt. Az építészeti remekművek közül kiemelkednek a Hórjúdzsi és a Jakusidzsi, buddhista templomok Nara prefektúrában. A 9. században – a kínai Tang-dinasztia alatt – az építészetre már egyre kevésbé hatott Kína.

Az extravagáns művészet és öltözködés a nemesekre volt jellemző, amellyel az udvarház elit rétegének stílusát alakították – és bár az arisztokráciának limitált lélekszáma és befolyása volt –, az általuk megrendelt darabok közül sok még ma is létezik. 

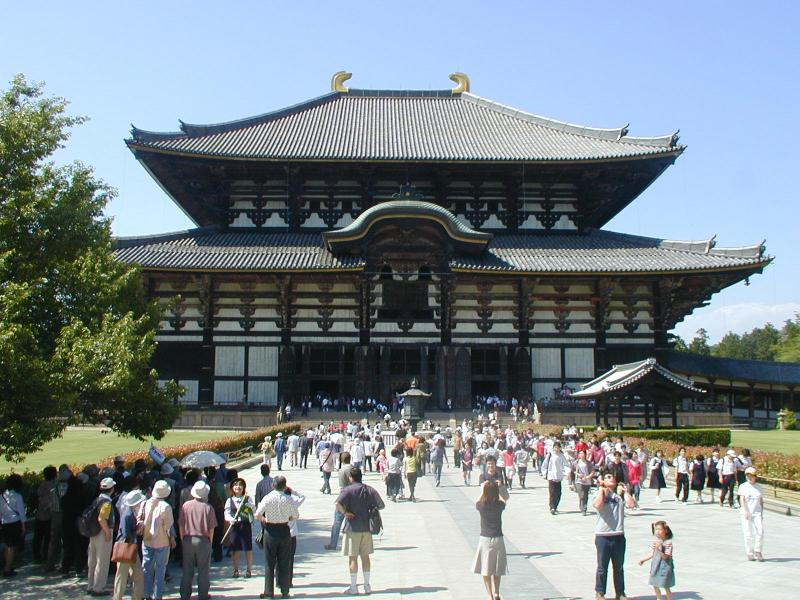
Tódaidzsi

Egy másik jelentős épülete a kornak a Tódaidzsi, amelyet a Taira–Minamoto-háborúban megtámadtak és emiatt legégett. Később egy restaurálásért felelős irodát alapítottak és a Tódaidzsi lett a központi létesítmény a restaurálás során. A folyamatot Unkei és Kaikei vezették.

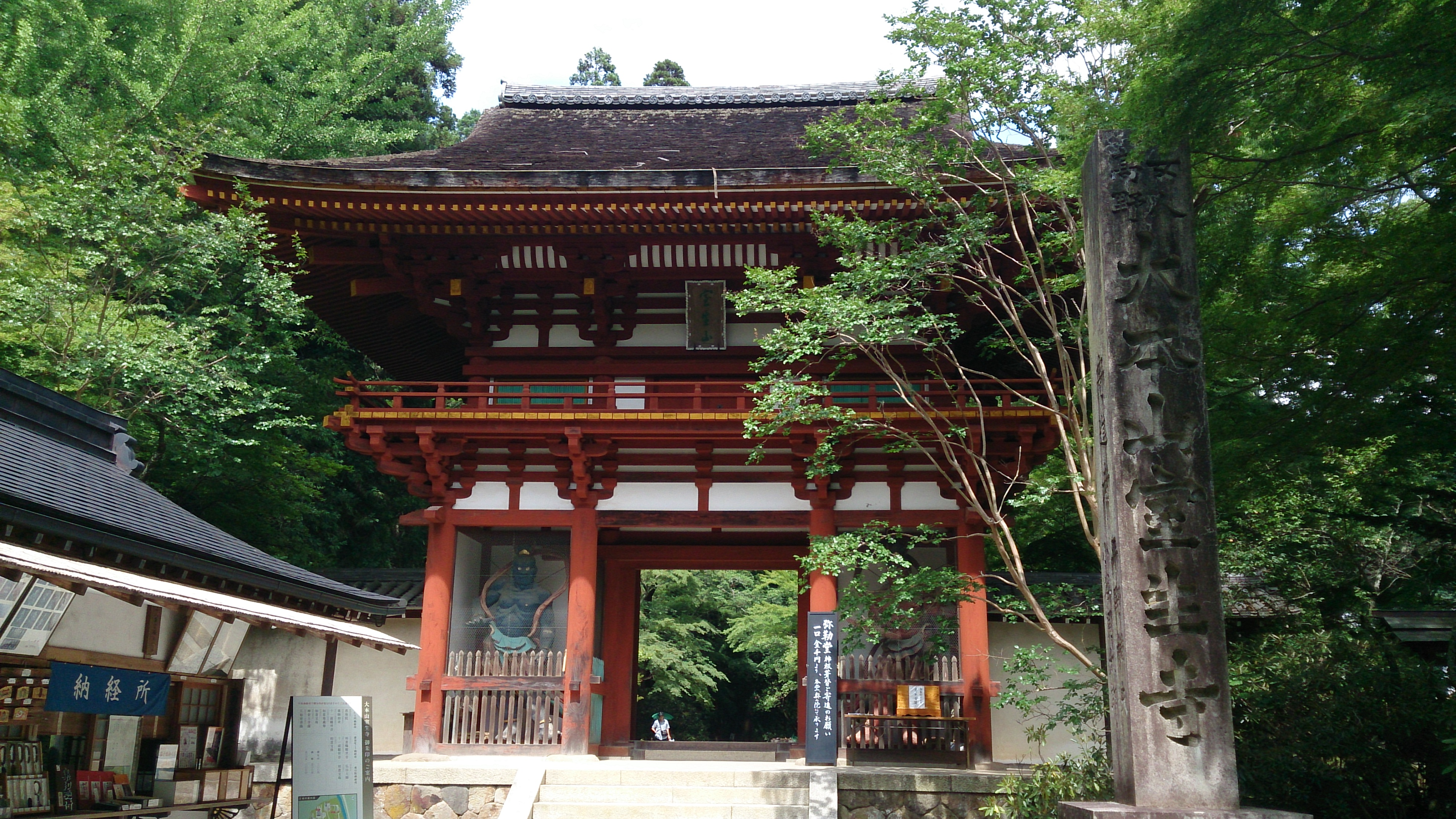
Murodzsi

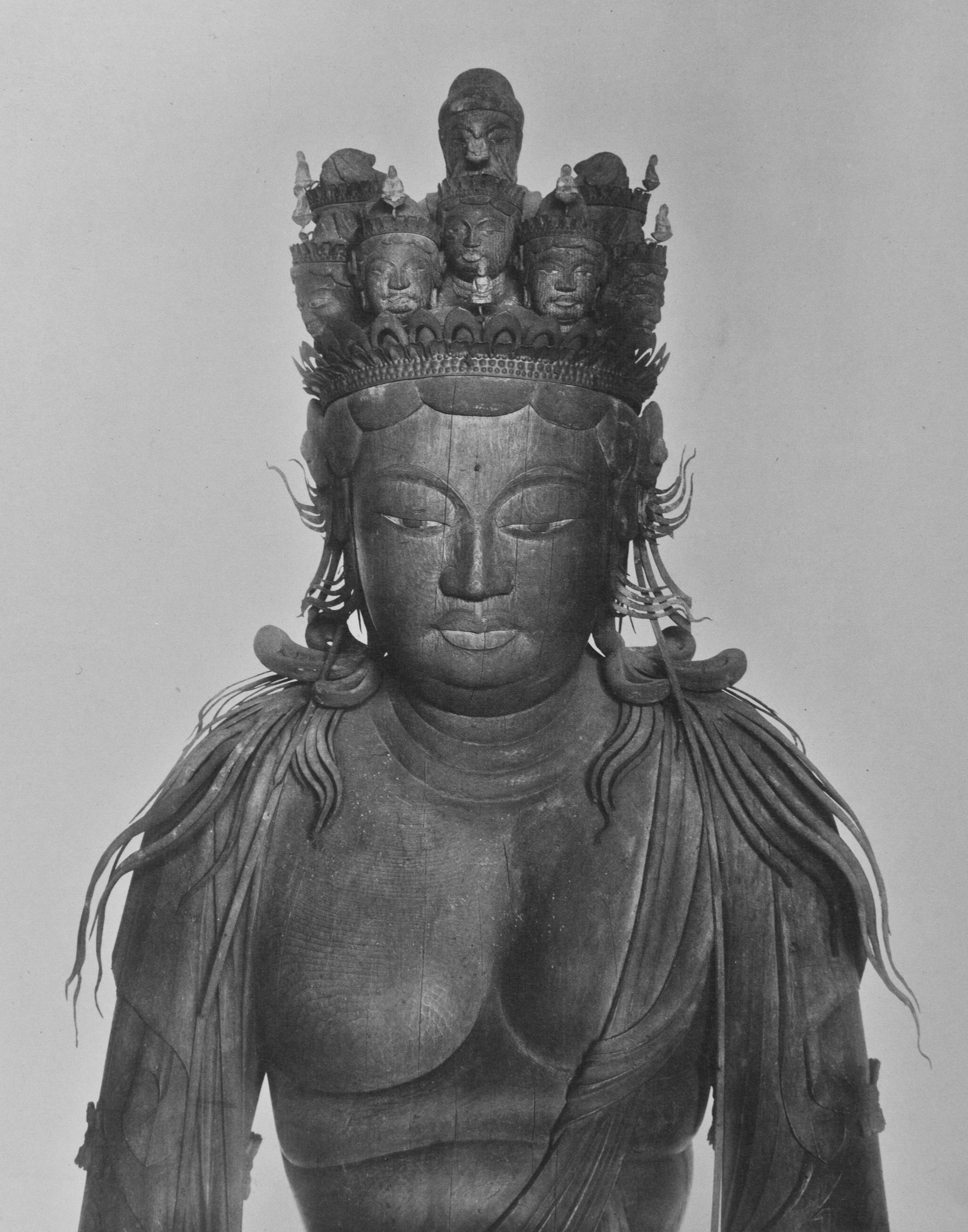
Tizenegy fejű Kannon

##### Heian-kor(784-1185)

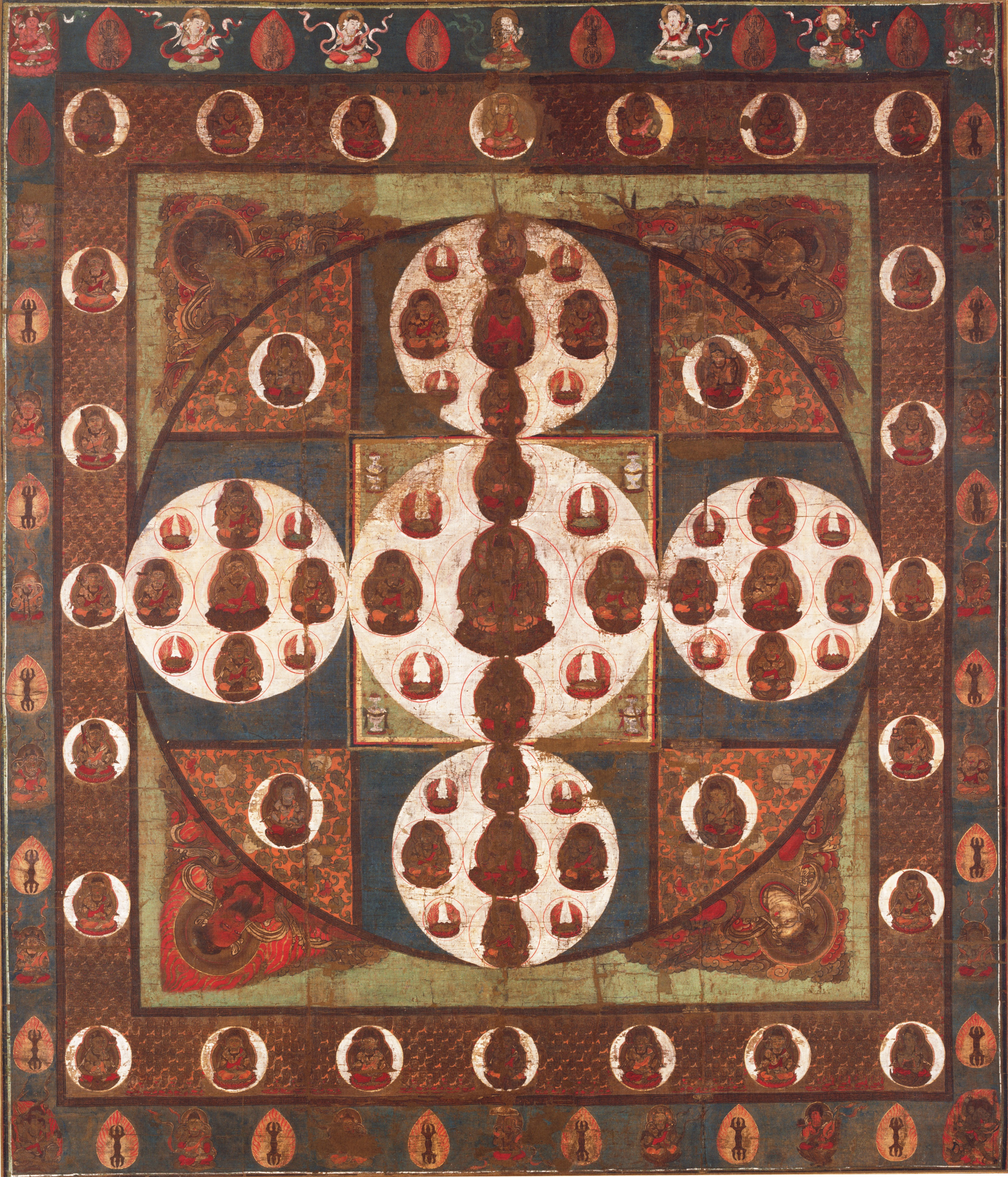
Kongókai

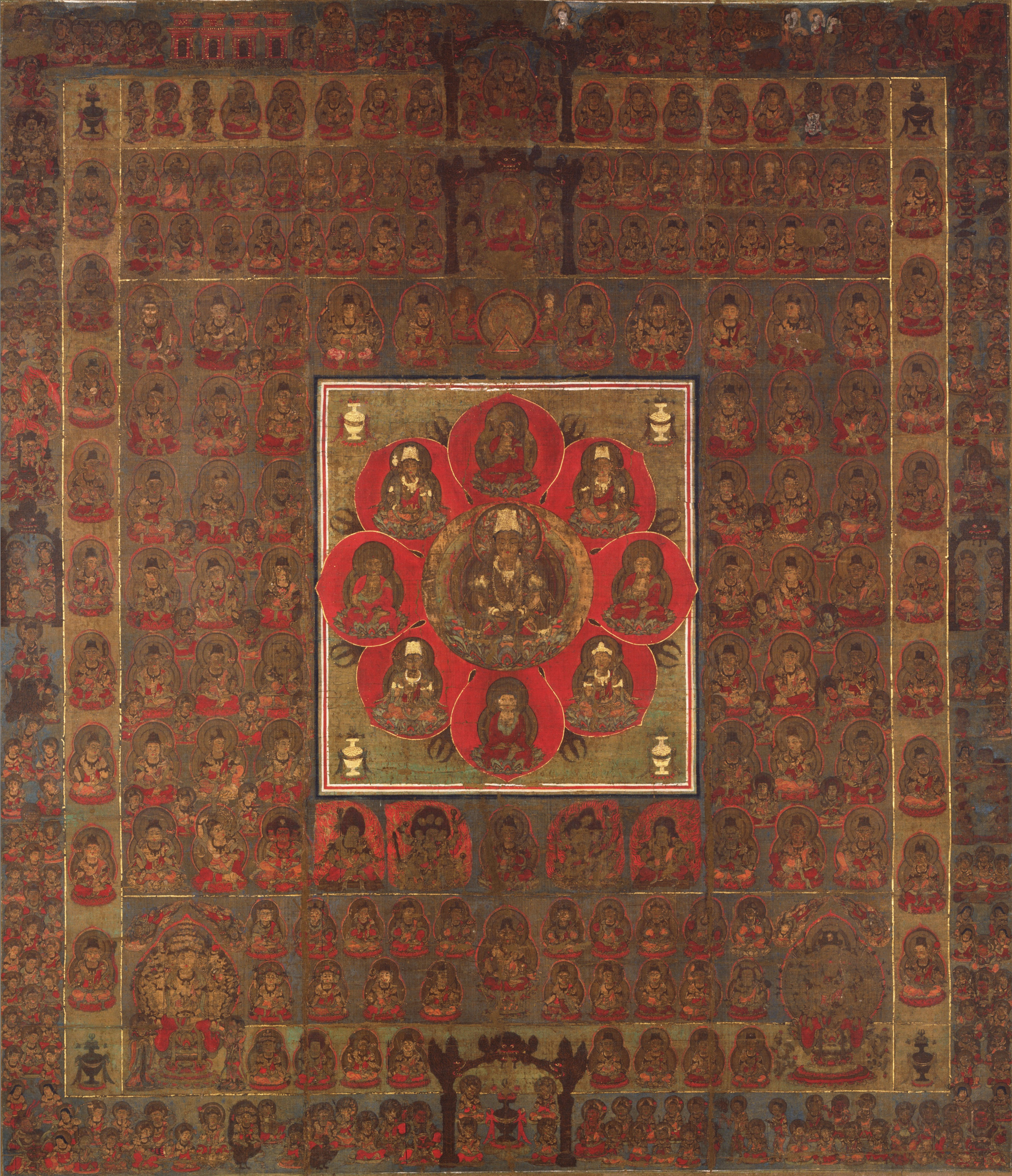
Taizókai

A buddhizmus és a sintó összeolvadásával a 9. századtól a két vallás szentélyeinek struktúrájának kölcsönhatása megindult, amely az építészetben is megjelent – többek között a padozat magasabbra emelése, a főcsarnok kővel vagy téglával történő borítása is előfordult. Továbbá kevésbé szimmetrikus épületek építésére is sor került, néhol akár hegyek között is. Ennek kiemelkedő példája a Muro-dzsi. A korabeli templomok tetejét gyakran hinoki-fával, és japán ciprus háncsával borították. Míg korábban a sintó szentélyek teteje nyeregtető volt, ebben a korban enyhén homorúvá hajlított lett. A fejlődést jól mutatja a két korabeli új stílusforma:
1. nagare stílus (amelyre híres példa az Isze-szentély)
2. kacuga stílus (mint például az Izumó-szentély).

A nagare stílusban az épület egyik ereszoldala alkotja a homlokzatot, azaz az épület egyik oldalán a tető távolabbra nyújtott a megszokottnál. A Kacuga stílusban pedig megjelenik a jellegzetes tetőélen felállított, egymást keresztező szarufák – amik tulajdonképpen „csillagot” formálnak a tetőélen.
A harmadik, a korban jellemző tetőforma az ún. hacsiman stílus, amelyben a tetőket ereszcsatorna köti össze.
A szobrászatban jelentős szerepet játszott az ezoterikus buddhizmus, így többségében kultikus tárgyak maradtak ránk. Eleinte fából készítettek szobrokat, illetve jelentős volt az ún. icsiboku technika is (amikor a test egy fatömbből kerül kifaragásra, majd a végtagok és kisebb részletek külön lesznek hozzácsatolva). Ebben a korban jellemző volt a ruhák redőzetének megjelenítése a szobrokon, amelyet a „gördülő hullámok” stílusának is neveznek. A kor szobrászati jellegzetességeit jól mutatja a Hokke-Dzsi kolostorának tizenegy fejű kannonja.
További, a korban jelentősnek számító alkotás, az ún. Rjókai mandala (másnéven a két világ két madalája):
- a Taizókai mandala (másnéven az anyaöl-világ mandalája)
- a Kongókai mandalája (másnéven a gyémántvilág mandalája).

Ezen mandalák a buddhizmus jegyében születettek.

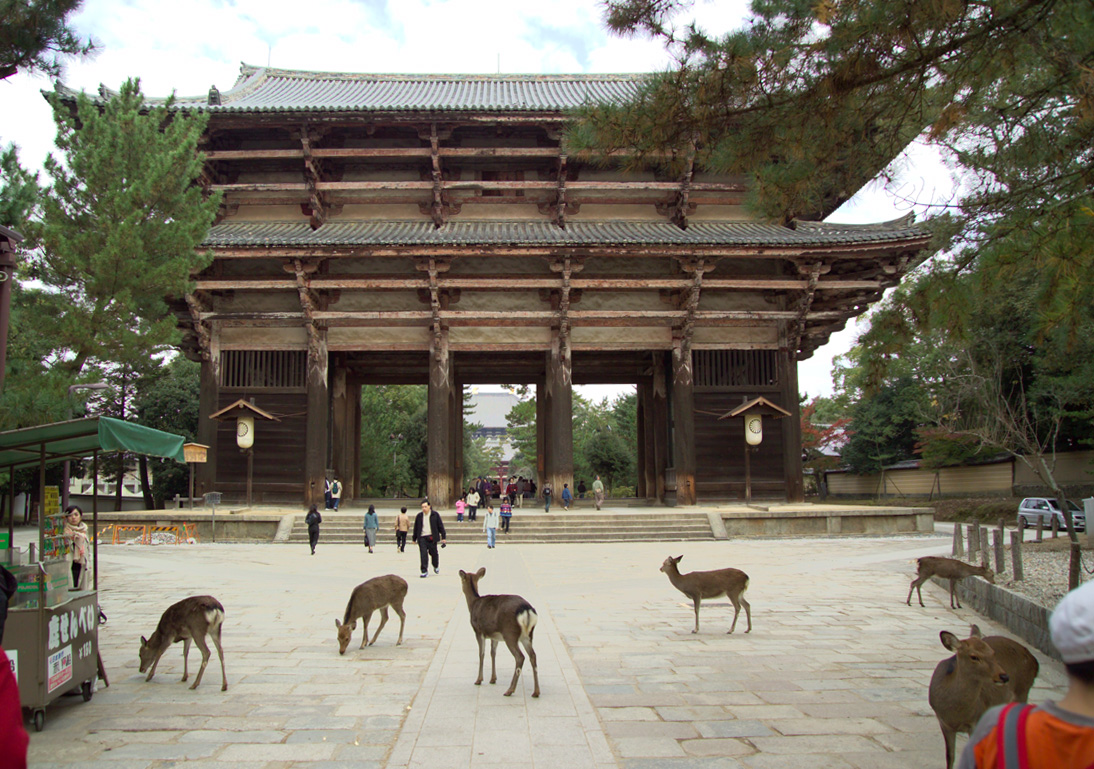
Todai-Dzsi déli kapuja

##### Kamakura-kor(1185-1333)
A korban, a Todai-Dzsi újraépítésére került sor az 1180-as években történő leégése után – bár az épületegyüttes egyetlen még máig eredetiben fennálló építménye a déli kapuja, amely az ún. Tendzsiku-jó stílust képviseli.
Jelentős volt a fémművesség, amely kategórián belül minőség szempontjából az egész világon a japán termék volt a legjobb. Ezeket a tárgyakat nem csupán használati, de dekoratív luxuscikként is számon tarthatjuk, hiszen többször előfordult, hogy szentélyek kegyajándékaként készültek. A legjelentősebbek a gazdagon díszített kardmarkolatok, díszes vaslemezből, bőrből és aranyozott bronzból készült vértezetek, és a hozzá készült sisakok.

Ebben a korban készült a kamakurai Nagy Buddha szobra. Továbbá a narai Daibutsu restaurálása is ekkor történt.

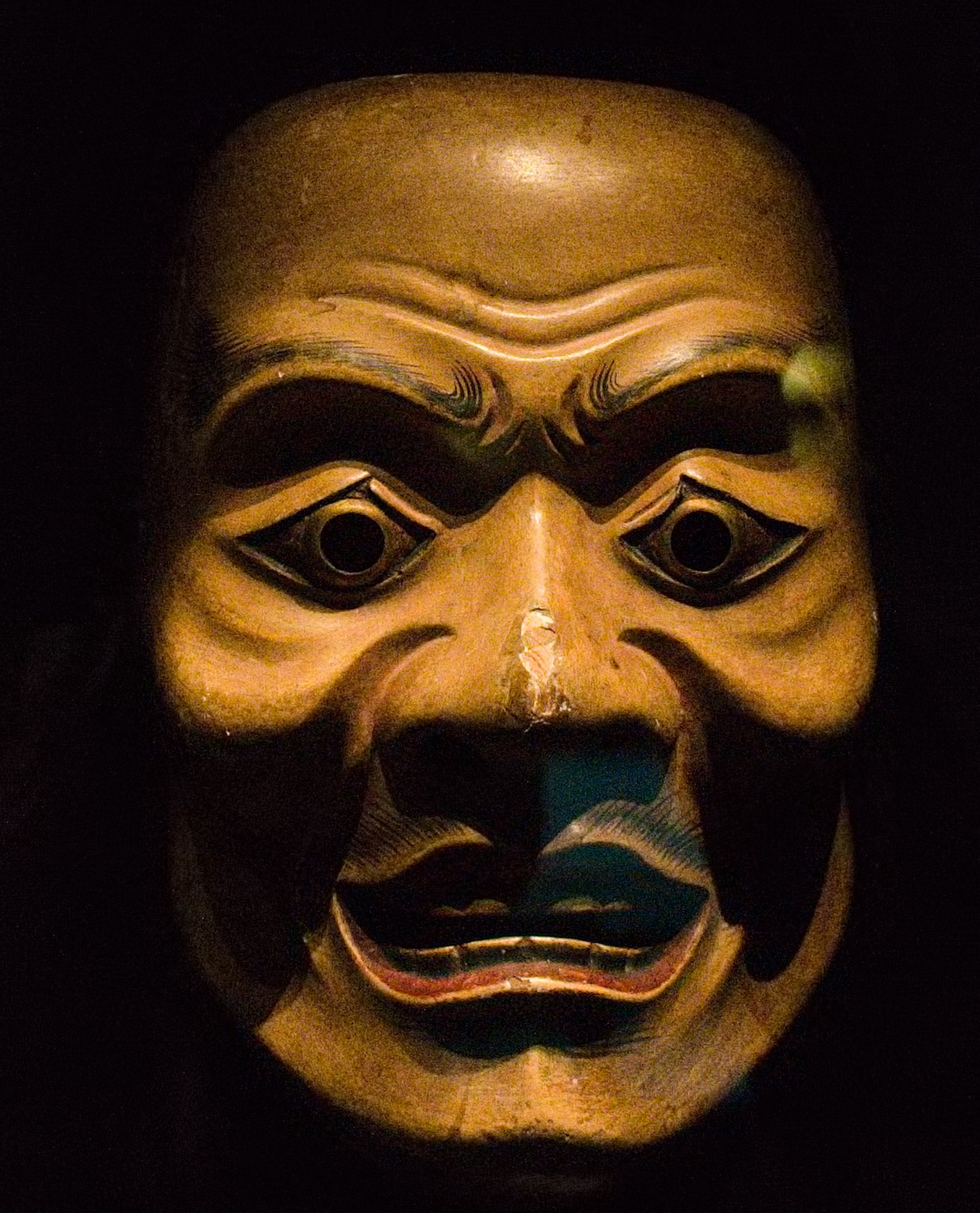
Nó maszk

##### Muromacsi-kor(i. sz. 1333–1568)
A tintával dolgozó festőművészet a Muromacsi-korban fejlődött, és főként a zen buddhizmus volt rá nagy hatással. Egyik kiemelkedő mester Szessú Tójó zen buddhista – tanait, nézeteit dolgozta ki tea szertartás formájában a hadakozó fejedelemségek kora idején.

##### Edo-kor(vagy Tokugava-kor 1600–1867)
Az Edo-kor alatt jellemzőek voltak a sokszínű festmények, amelyeket a Kanó iskolának köszönhetünk, mecénásai többek között a Tokugava család tagjai. Híres művészek készítettek Ukijo-et, amelyek megfestett fablokkok voltak és közemberek számára volt megvásárolható a fejlődő városokban. A fazekasság, mint például az Imari vare stílus magasan értékelt volt még Európában is.

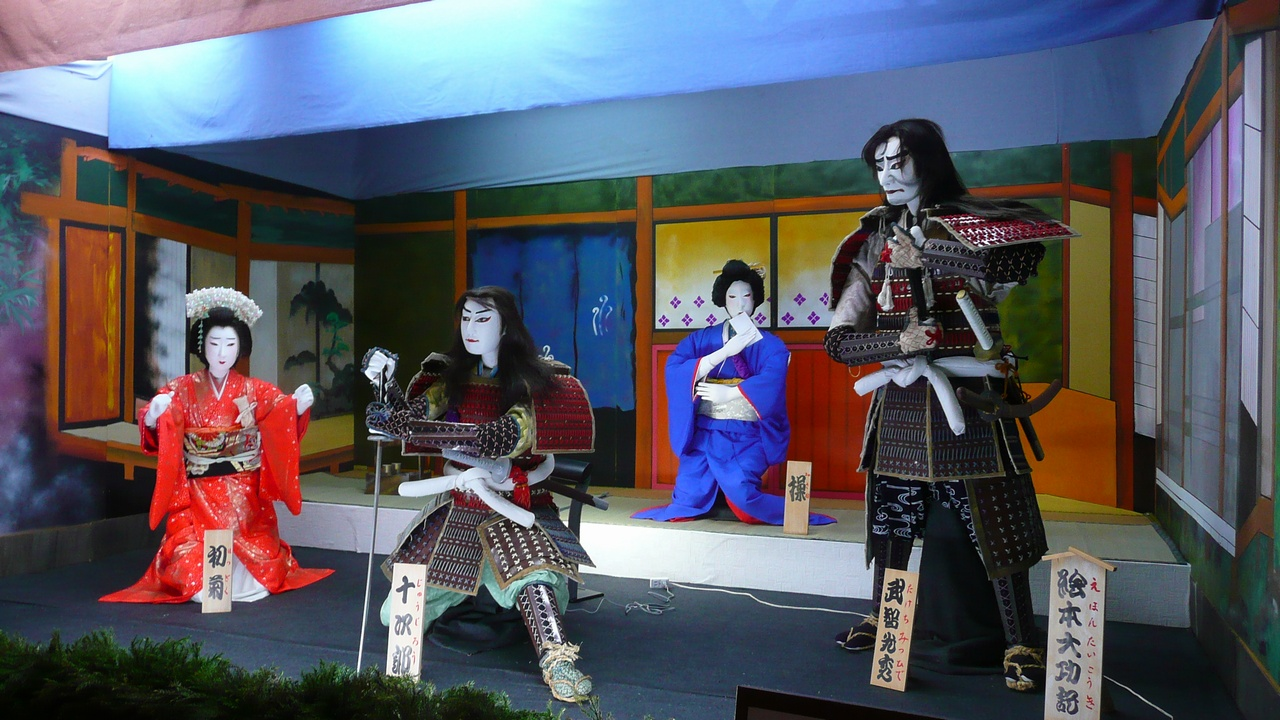
Kabuki bábok

A színművészetben a Nó kiemelkedő, amely egy tradicionális japán, drámai stílus, a Kjógen komédia mellett. A nó a kabuki részeként egy igazán kontrasztos és színes színházi műfaj, amely minden lehetséges színpadi trükköt alkalmaz a drámai hatás elérése érdekében. A darabok olyan érzékeny témákat, eseményeket jelenítenek meg, mint például az öngyilkosság. A legtöbb ilyen színdarabot kabuki stílusban és bunraku bábszínházában is előadták.

##### Meidzsi-restauráció(19. század)
A Meidzsi-restaurációtól Japán több nyugati stíluselemet is átvett és annak – kisebb-nagyobb módosításokkal – „japános” kisugárzást adott. Ezek a látványos modern, és gyakorlati színházi darabok jelképezik a tradicionális japán szellemet tisztán nyugatias módon.
A modern kultúra termékei, – mint a J-pop, J-rock, manga és anime – az egész világon széles népszerűségnek örvend.

## Teóriák a származásról
A japánok eredetével kapcsolatban, már Hakuszeki Arai óta több tudós is foglalkozott, de az első teóriát Sadamoto Fuidzsinak köszönhetjük, aki úttörője volt a modern japán régészetnek.
Kiemelkedő elméletek és kutatások a történelem során, amelyek többségében egymásnak ellentmondanak, bizonyos esetekben egymásra épülnek:
- Hakuszeki Arai volt az, aki megalkotta azt az elméletet, miszerint Sukusin (A Sukusin, más néven Misihasze, japán őslakos népcsoport, akik feltehetőleg a Japán-tenger északi partvidékén éltek) nevű őslakosok éltek akkor.
- A Taisó-korban pedig Tori Rjúdzó állította azt, hogy a Yamato nép Jajoi-kori agyagedényeket, és az ainuk Dzsómon-kori agyagedényeket használtak.
- Philip Franz von Siebold volt az, aki szerint Japánban az őslakosok az ainuk voltak.
- Iha Fuju azt gondolta, hogy a japánok és a rjúkjúiak azonos etnikumból származnak, amely feltételezés az 1906-os rjúkjú nyelvekkel kapcsolatos kutatásán alapszik.
- A második világháború után Haszebe Kotondo és Hiszasi Szuzuki állította azt, hogy a japánok eredete nem a Jajoi-kori, hanem a Dzsómon-kori népességre vezethető vissza.
- Hanihara Kazuro megalkotta az új „kevert faj” teóriát 1984-ben. Később (1991-ben) pedig a „kettős struktúrájú modell” teóriáját is, angolul. Hanihara Kazuro szerint a modern japán származás a Dzsómon-kori népességgel kezdődik, akik a Japán-szigetekre költöztek az őskőkorszakban hazájukból, Délkelet-Ázsiából. Abban hitt, hogy volt egy második hulláma a bevándorlóknak a Jajoi-korban Északkelet-Ázsiából Japánba. Követve a népességnövekedést az őskőkorszakban a bevándorlók megtalálták a módját, hogy eljussanak a Japán-szigetekre valamikor a Jajoi-korban. Ennek eredményeként, a fajok keveredése általános volt a szigeteken (Kjúsún, Sikokun, és Honsún), de ez az állítás nem érvényes a távolabbi területekre, mint Okinava, vagy Hokkaidó. Így a rjúkjú és ainu nép folytatta az uralkodást ezeken a területeken.
- Nei Maszatosi nem értett egyet a „kettős struktúrájú modellel”, és genetikai adatokat hozott fel arra, hogy megmutassa a japánok északkelet-ázsiai származását, akik feltehetőleg több, mint 30 000 évvel ezelőtt költöztek Japánba.
- A National Museum of Nature and Science (Természet és Tudomány Nemzeti Múzeumának, Tokió) 2009. októberi vizsgálata azt tartalmazta, hogy a Minatogava embereket – négy csontvázat találtak Okinaván, két férfit, és két nőit, akik időszámításunk előttről származnak – bizonyítéknak számít arra, hogy a Dzsómon-kori népesség Japánba jött a déli útvonalon keresztül.
- Mark J. Hudson azt mondta, hogy a japánok fő etnikai képe biológiailag és nyelvileg i. e. 400 és i. sz. 1200 között alakulhatott ki.
- Lee Sean és Haszegava Tosikazu 2011-es tanulmánya azt taglalta, hogy a közös őse a Japán nyelveknek körülbelül i. e. 2182-ből származhat.
- Takamiva Hiroto szerint Kjúsúról Okinavára az emberek a 10. és a 12. században vándorolhattak át.

##### A Dzsómon-kori és Jajoi-kori származás
Jelenleg a legelfogadottabb teória az, hogy a japánok a bennszülött Dzsómon-kori népesség, és a bevándorolt Jajoi-kori népesség közös leszármazottja. A Dzsómon-kori és Jajoi-kori népesség ősei gyakran témái tudományos vitáknak. A legújabb koncepció alapján elválasztották a japán szigetvilág lakosságát a következőképpen:
- Őslakosok, akik több mint 10 000 éve ott laknak (földrajzi megkülönböztetés nélkül – amely azt jelenti, hogy egy csoport szigeteken élő ember Hokkaidótól Okinaváig őslakosoknak számíthatnak ebben az esetben)
- Bevándorlók, az északi területekről (japán: 北方ルート, kita rúto), beszámítva azokat az embereket, akik a Koreai-félszigetről, Kínából, Szahalin-szigetről, Mongóliából, és Szibériából vándoroltak.
- Bevándorlók, a déli területekről (japán: 南方ルート, minami rúto), beleszámítva azokat az embereket, akik a csendes-óceáni szigetekről, Délkelet-Ázsiából, és Indiából vándoroltak.

## Történelem

##### Őskőkorszak
Régészeti leletek rámutatnak, hogy az őskőkorszakban az emberek a Japán-szigeteken már 39,000-21,000 évvel ezelőtt is éltek. Japán akkor még a fősziget részét képezte (Ázsia) legalább egy szigetnyi híddal, amelyen nomád gyűjtögető-vadászó életmódot folytató népcsoportok jutottak át Japánról Kelet-Ázsiába, Szibériába, és valószínűleg Kamcsatkára. Ebből a korból kovakőből készült eszközök és csontból készült szerszámok lettek feltárva.

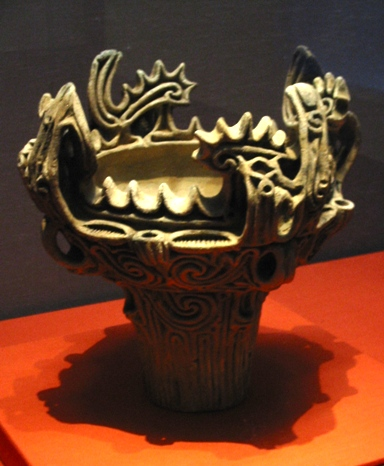
Dzsómon-kori edény

##### Dzsómon-kori emberek
Néhányat a világ legősibb fazekas darabjai közül a Dzsómon-kori népesség készítette a paleolit korszak végén, időszámításunk előtt a 14. évezred tájékán. A Dzsómon jelentése „zsinór minta”, amely a fazekas edények karakteres mintájából származik. A Dzsómon-kori népesség vadászó-gyűjtögető életmódot folytatott, és legalább a Dzsómon-kor közepétől a végéig primitív rizstermesztéssel is foglalkozott. Valószínűleg a Dzsómon-korban élő népesség Észak-Ázsiából, és Közép-Ázsiából bevándorolt emberek, akiket mi már ainukként ismerünk. Kutatások alapján úgy vélik, hogy az ainuk megtartottak egy egyedi genetikai állományt, mialatt rokoni kapcsolatot létesítettek más nemzetek tagjaival Japánban, mint például a Nivkhs népcsoporttal, a távoli Észak-Oroszországból.
Mark J. Hudson azt állítja, hogy a japán letelepedést egy proto-mongoloid rassz a pleisztocén időszak alatt tette meg, akik ezáltal az általunk ismert Dzsómon-kori népességgé lettek, és az ő külső tulajdonságaik, karakterük látható az ainu és rjúkjú népen. A Dzsómon-kori népesség fizikai megjelenése, mint az erős testszőrzet hasonló a kaukázusi emberekkel, de antropológiailag azt mutatják, hogy egy külön genetikai összeköttetés van az európaiakkal.
Joseph Powel antropológus szerint az ainuk a Dzsómon-kori népesség leszármazottjai, akik a kelet-ázsiai populáció tagjai a „legközelebbi biológiai rokonságban a délkelet-ázsiai emberekkel állnak, mintsem a nyugati európaiakkal”.
Christy G. Turner szerint a Dzsómon-kori népesség Japán ún. „Sundadont” mintázatába illik bele, amely hasonlít a Tajvani, Filippínó, Indonéz, Thaiföldi, Borneói, Latin, és Maláj mongoloid népességhez délen.

##### Jajoi-kori népesség
Időszámításunk előtt 400-300 körül lépett a Jajoi-kori népesség a Japán-szigetekre, így vegyülve a Dzsómon-kori népességgel. A Jajoi-kori népesség egy fejlettebb (árasztásos) rizstermesztő módszert, bronz és vas megmunkáló technikát hozott magával Japánba. Bár a szigetek bőségesen ellátottak voltak a vadászathoz és rizstermesztéshez szükséges forrásból, a Jajoi-kori népesség sokkal produktívabb módszereket hozott magával – így az árasztásos rizstermesztés elterjedtté vált, mivel ezzel nagyobb lélekszámot lehetett ellátni.
A késői Dzsómon-korban a becsült lakosság körülbelül 100 ezer fő, míg a Nara-korban már 3 millióan éltek. Beleszámítva a vadászó és gyűjtögető életmód adta lehetőségeket, úgy számolják, hogy körülbelül 1,5 millióan vándoroltak be ez idő alatt Japánba.

##### Gyarmati rendszer
A „Japán emberek” kifejezés a gyarmati rendszer alatt (1895-1945) nem csak a Japánban élő emberekre vonatkozott, hanem azon kolóniákra is, akik Japán állampolgársággal rendelkeztek, mint a thaiföldi, és koreai emberek. E periódus alatt hivatalosan úgy szokták nevezni a japán etnikumú embereket, hogy „belföldi emberek” (内地人: naicsidzsin). Az ilyen nyelvi különbségtétel támogatta a kolonizált etnikai identitások asszimilációját egy egyetlen Japán Birodalmi identitásba.
A második világháború után sok Nivkhs, és Orok ember a déli Szahalinoktól, akik Japán állampolgársággal rendelkeztek Karafutó prefektúrában, arra kényszerültek, hogy visszatelepüljenek Hokkaidóba (a Szovjetunió miatt), mint a japán népesség tagjai. Másrészről, sok Szahalin koreai – akik szintén japán állampolgárok voltak egészen a háború végéig – hontalanná váltak a Szovjet megszállás miatt.

## Állampolgárság
A japán alkotmány 10. cikkelye meghatározza a „japán” szót, mint fogalmat Japán nemzetiségfogalma alapján. Japán évente 15 000 fő honosítását fogadja el folyamatosan. A japán etnikai csoportok statisztikai koncepciója különbözik az észak-amerikai vagy néhány európai, az etnikummal kapcsolatos statisztikától. Például Anglia népszámlálása rákérdez az etnikai vagy faji háttérre, amely vegyessé teszi a népességet, a nemzetiségükre való tekintet nélkül. A Japán Statisztikai Hivatal azonban nem teszi fel ezt a kérdést. Mióta Japánban népszámlálás van, inkább a nemzetiséget kérdezi, mintsem az etnikai vagy faji hátterét az embereknek, így a honos japán állampolgárok és japán nemzetiségűek kevert etnikai háttérrel is japán etnikumú embernek számítanak a populáció tekintetében.
John Lie, a Kaliforniai Egyetem professzora, a széles körben elterjedt nézet –, miszerint Japán etnikailag homogén – ellenére úgy véli, hogy sokkal pontosabb több etnikumú társadalomként leírni Japánt. Ezeket a véleményeket a japánok elutasítják, például Japán miniszterelnöke, Aszó Taró egyszer Japánt úgy írta le, mint „egy faj, egy állampolgárság, egy nyelv és kultúra”.

## Diaszpóra
A Nikkedzsin (日系人) olyan kifejezés, amelyet arra használnak, hogy leírják azon japán személyeket, akik Japánból emigráltak, és az ő leszármazottjaikat.
A japánok Fülöp-Szigetekre és Borneóba történő emigrációjáról először a 12. századból kerültek elő feljegyzések. Ugyanakkor a japán emberek migrációja nem vált tömeges jelennséggé egészen a Meidzsi-korig, amikor a japánok elkezdtek a Fülöp-szigetekre, Amerikába, Kanadába, Peruba, Kolumbiába, Brazíliába, és Argentínába vándorolni. A gyarmati időszak alatt volt egy jelentős kivándorlási hullám a Japán Birodalom területén, azonban a második világháború végén sok emigráns települt haza, Japánba .
A Japán Külügyminisztérium szerint körülbelül 2,5 millió Nikkedzsin él a befogadó országaikban. A legnagyobb külföldi közösség Brazíliában, São Paulóban és Paranában van, valamint jelentős japán közösség él a Fülöp-szigeteken, Kelet-Malajziában, Peruban, Buenos Airesben, Córdobában Argentínában, az Amerikai Egyesült Államokban, Hawaiion, Kaliforniában és Washingtonban, illetve Kanada területén Vancouverben és Torontóban. A Külügyminisztérium szerint összesen körülbelül 1 millió Japán állampolgár él külföldön.

## Fordítás
- Ez a szócikk részben vagy egészben  a   Japanese people című angol Wikipédia-szócikk ezen változatának fordításán alapul.  Az eredeti cikk szerkesztőit annak laptörténete sorolja fel. Ez a jelzés csupán a megfogalmazás eredetét és a szerzői jogokat jelzi, nem szolgál a cikkben szereplő információk forrásmegjelöléseként.